# Magdaleniense superior
El Magdaleniense superior  es el último estadio de la cultura Magdaleniense, con la que termina el Paleolítico superior. Se divide en tres estados, I, II y III.

## Magdaleniense superior, estadio I
Caracterizado por los prototipos de arpones. Se encuentran muchas estatuillas de bulto redondo, hechas con asta de reno, hueso y a veces marfil. También se encuentran los llamados «bastones perforados», consistentes en un tramo tallado y perforado de asta de reno, a veces de ciervo. Se desarrolla el grabado, existiendo algunos en placas de caliza, sobre todo representando animales. También existen grabados en huesos, en astas de reno y en bastones perforados. Se conoce también algún modelado en arcilla. Se han efectuado hallazgos del llamado arte decorativo, consistente en motivos geométricos (principalmente espirales) en diversas regiones. La pintura se ha hecho policroma y la perspectiva se ha enderezado. El trazo es más fino. Los animales son a veces grabados antes de ser pintados.

## Magdaleniense superior, estadio II
Caracterizado por arpones de una sola hilera de dientes, y por la existencia de tridentes; existen también puntas de muesca magdaleniense de sílex.

## Magdaleniense superior, estadio III
Caracterizado por arpones de doble hilera de dientes y buriles "pico de loro", puntas azilienses, micro-raspadores cortos, microlitos geométricos y puntas pedunculares. Durante esta fase se encuentran bajorrelieves en simples ahuecados, que representan caballos, cabras, bisontes, peces, pájaros y a veces figuras humanas. Se conocen también muchos dibujos de filas de caballo de cabeza desproporcionadamente grande.
- Datos: Q518842